# Shy (Band)
Shy war eine Band aus Linz in Oberösterreich. Die Band wurde 1991 als Three Lions on My Chest gegründet und 1992 in Shy umbenannt. Ihr Stil war deutschsprachiger Indie-Pop, in früheren Phasen beeinflusst von Bands wie The Smiths, in späteren Zeiten jedoch zunehmend vielschichtig, von Easy Listening über Country bis Krautrock. Am 30. November 2014 löste sich die Band auf.
Im Jahr 2007 war die Band für den FM4 Award, der im Rahmen der Amadeus Austrian Music Award verliehen wird, nominiert. 

## Diskografie
Alben
- 1994: Himmelsstürmer (Public Music)
- 1997: Pullover (Ixthuluh)
- 1998: ¿Comprende? (GECO Tonwaren)
- 2001: Auf Reisen (EMI Group)
- 2003: 35 Sommer (Paul!)
- 2006: Zurück am Start (Wohnzimmer Records)
- 2013: Zwei (Wohnzimmer Records)